# Astronoides
Astronoides es un género de foraminífero bentónico de la subfamilia Astrononioninae, de la familia Nonionidae, de la superfamilia Nonionoidea, del suborden Rotaliina y del orden Rotaliida. Su especie tipo era Astrononion novozealandicum. Su rango cronoestratigráfico abarcaba el Holoceno.

## Discusión
El nombre Astronoides fue inicialmente propuesto por Burmistrova, 1974, pero este taxón fue considerado nomen nudum e invalidado, y también considerado un sinónimo posterior de Pacinonion.

## Clasificación
Astronoides incluía a las siguientes especies:
- Astronoides infirmis
- Astronoides novozealandicum
- Astronoides vagus